# رابرت تامسون
رابرت ویلیام تامسون (انگلیسی: Robert William Thomson؛ ۲۴ مارس ۱۹۳۴ – ۲۰ نوامبر ۲۰۱۸) ارمنستان‌شناس و استاد مطالعات ارمنی بنیاد گالوست گولبنگیان در دانشگاه کمبریج بود.
تامسون تعدادی از متون به زبان‌های ارمنی کلاسیک، زبان یونانی و زبان سریانی را به انگلیسی ترجمه نموده‌است. بعلاوه دو کتاب درسی نیز به زبان ارمنی تألیف نموده‌است.